# Lebendhälterung

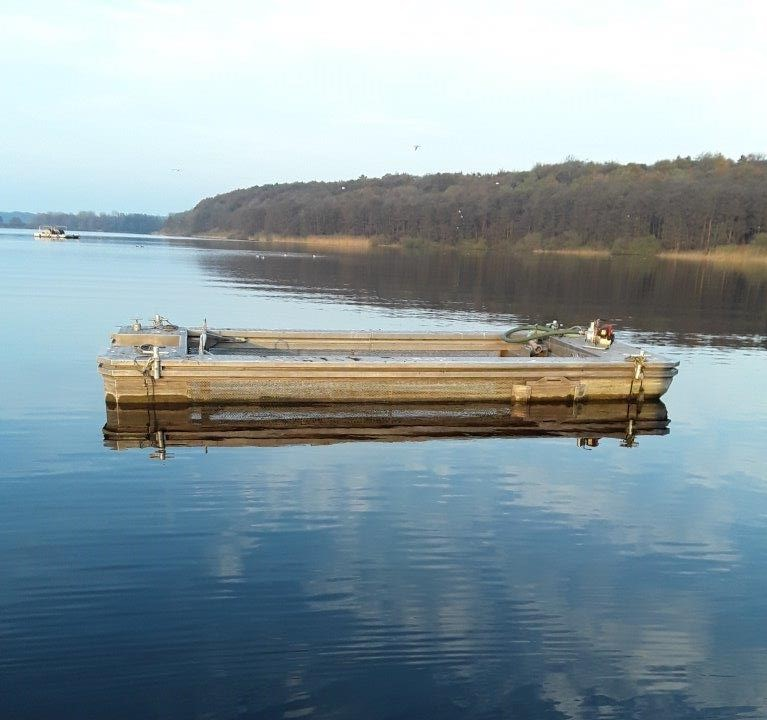
Hälter im Westensee

Der Begriff Lebendhälterung stammt aus der Angelfischerei und bezeichnet das Aufbewahren geangelter Fische lebendigen Leibes bis zum Abschluss des Angelansitzes in dazu geeigneten Behältnissen.

## Bedeutung
Bis zum Anfang der 1990er Jahre hinein war es durchaus üblich, geangelte Fische zunächst lebend zu hältern und erst bei Beendigung des Ansitzes zu töten. Heute ist das Hältern geangelter Fische schon nach der gesetzgeberischen Intention indes der Ausnahmefall. So bestimmt beispielsweise § 20 I 1 BayAVFiG, dass das Hältern gefangener Fische „auf die geringstmögliche Dauer zu beschränken“ ist. Dazu, dass die Lebendhälterung in den vergangenen Jahren in der angelfischereilichen Praxis erheblich zurückgegangen ist, hat auch die Rechtsprechung beigetragen, die den Setzkescher, welcher üblicherweise zur Lebendhälterung verwendet wurde und verwendet wird, unter bestimmten Umständen als tierschutzwidrig einstufte, mit der Folge, dass gegen Verwender von Setzkeschern Bußgelder und Strafen verhängt wurden. Neben dem Setzkescher kommen zur Lebendhälterung auch der sogenannte Karpfensack sowie einfache Kübel und Eimer in Betracht.

## Setzkescher
Maßgeblich zurückgedrängt wurde der Setzkescher durch zwei Düsseldorfer Gerichtsentscheidungen. Das Amtsgericht Düsseldorf stufte die Lebendhälterung geangelter Fische in einem Setzkescher als Tierquälerei gem. § 17 Nr. 2 b TierSchG ein. Dieser Rechtsansicht folgte auch das OLG Düsseldorf und bejahte den Tatbestand der Tierquälerei. Nach Ansicht des Oberlandesgerichts würden Fischen bei Hälterung im Setzkescher „länger anhaltende erhebliche Leiden“ zugefügt. Allerdings nahm das Gericht auch eine Begrenzung der Strafbarkeit vor, in dem es feststellte, dass Strafbarkeitsvoraussetzung sei, dass die Dauer der Hälterung nicht nur „ganz kurzfristig“ sein dürfe. Als Folge dieser Entscheidungen, auch wenn gesetzlich in den meisten Ländern nicht explizit untersagt, gingen die meisten Angler das Risiko nicht mehr ein, durch den Einsatz von Setzkeschern Gefahr zu laufen, sich der Strafverfolgung ausgesetzt zu sehen. Einigkeit herrscht heute – sowohl in der Anglerschaft, Gesetzgebung und Justiz – jedenfalls darüber, dass, wenn Setzkescher eingesetzt werden, diese, um die gehälterten Fische zu schonen, aus „knotenfreien Textilien“ hergestellt und „hinreichend geräumig“ sein müssen.

## Eimer
Auch das Hältern von Köderfischen in einem Eimer wurde unter bestimmten Voraussetzungen nunmehr als Tierquälerei gem. § 17 Nr. 2 b TierSchG eingestuft. Das Amtsgericht Hannover verurteilte einen Angler, der ca. 60 Rotaugen in einem Eimer in sieben Liter Wasser mit einer Temperatur von rund 10 °C über die Dauer von mindestens drei Stunden hälterte, zu einer Geldstrafe. Nach Auffassung des Gerichts hat der Angler, indem er die Fische in der geschilderten Art und Weise ohne genügende Sauerstoffzufuhr lebend hälterte, diesen „länger anhaltendes erhebliches Leiden“ i. S. d. § 17 Nr. 2 b TierSchG zugefügt. Die mangelhafte Sauerstoffversorgung wurde hier durch ein Sachverständigengutachten unterlegt, welches ausführte, dass die vorhandene Sauerstoffmenge selbst bei optimalen Haltungsbedingungen für die Dauer der Hälterung nicht ausgereicht haben könne.

## Karpfensack
Ob die Hälterung gefangener Fische im sogenannten Karpfensack zulässig ist, kann nicht verbindlich beurteilt werden, eine Rechtsprechung dazu existiert bislang nicht. Im Lichte oben zitierter Entscheidung muss aber davon ausgegangen werden, dass eine längerfristige Lebendhälterung im Karpfensack ebenfalls als recht- und tierschutzwidrig eingestuft werden wird.